# Опсада Одаваре
Опсада Одаваре је битка којом је уједињен Јапан 1590. Тојотоми Хидејоши у тој бици побеђује Хоџо клан, као последњу препреку уједињеном Јапану. 
Огромна армија Тојотомија Хидејошија од 200.000 људи опколила је Одавара замак. Пошто и поред тако огроме армије није могао да освоји замак, одлучио се на традиционалну технику изгладњивања. Било је и неколико мањих окршаја око замка и покушаја уласка поткопавањем.
После три месеца опсаде Хоџо се предао 4. августа 1590. Учинио је то суочавајући се са недостатком хране. Хидејоши одузима земљу Хоџо-а и предаје је Ијејасу Токугави. То се касније показало као као један од најзначајнијих елемената Токугавиног успона до места шогуна.
Хидејоши је поразио Хоџове снаге не само у Одавара замку, него и у целом северозападу Канто региона. Хоџо Уџимаса као четврти и тада актуелни даимјо Хоџо клана принуђен је да изврши сепуку а његов син, који је био зет Токугаве Ијејасуа прогнан је са женом на планину Која где је умро следеће године. Са њима Хоџо клан престаје да постоји.